# Corrado Melis
Corrado Melis (ur. 11 marca 1963 w Sardara) – włoski duchowny rzymskokatolicki, biskup Ozieri od 2015.

## Życiorys
Święcenia kapłańskie otrzymał 25 czerwca 1988 i inkardynowany został do diecezji Ales-Terralba. Był m.in. wicerektorem seminarium w Villacidro, animatorem regionalnego seminarium w Cagliari, dyrektorem kilku kurialnych wydziałów oraz wikariuszem biskupim ds. ewangelizacji i edukacji.
18 lipca 2015 papież Franciszek mianował go ordynariuszem diecezji Ozieri. Sakry udzielił mu 13 września 2015 arcybiskup Giovanni Angelo Becciu.